# بندهشن
بُنْدَهِشْن یا بُنْدَهِش نام کتابی است به پهلوی که تدوین نهایی آن در سدهٔ سوم هجری قمری انجام شده‌ است ولی اصل آن در اواخر دورهٔ ساسانی نگاشته شده‌ بود. نویسنده (تدوین‌کنندهٔ نهایی) آن «فَرْنْبَغ»، فرزند «دادویه» نام داشت.
بندهشن به معنی «آفرینش آغازین» یا «آفرینش بنیادین» است. نام اصلی کتاب، چنان‌که در ابتدای متن کتاب آمده، احتمالاً «زند آگاهی» به معنی «آگاهی مبتنی بر زند» بوده‌ است. این خود می‌رساند که نویسنده اساس کار خود را بر تفسیر اوستا قرار داده است. مطالب کتاب در سه محور اصلی است:
1. آفرینش آغازین
2. شرح آفریدگان
3. نسب‌نامهٔ کیانیان.

از این کتاب دو تحریر موجود است اولی موسوم به بندهشن هندی که مختصرتر است و دومی موسوم به بندهشن بزرگ یا بندهشن ایرانی که مفصل‌تر است. صفت هندی یا ایرانی از آن رو بر آن‌ دو نهاده شده‌ است که نسخ اولی در هند رونویسی شده است و نسخ دومی در ایران.∗
```
   نسخهٔ کامل این کتاب را تهمورث دیشانجی انکلساریا در سال ۱۹۰۸ چاپ کرده است.
```

## فهرست بندهشن
بندهشن در ۳۶ فصل نوشته شده و بخش‌های این کتاب در ویرایش مهرداد بهار این‌گونه است:
بخش نخست: سرآغاز
بخش دوم: دربارهٔ آفرینش مادی
بخش سوم: دربارهٔ فراز آفریدن روشنان
بخش چهارم: دربارهٔ چگونگی و علت آفریدگان برای نبرد
بخش پنجم: تازش اهریمن بر آفرینش
بخش ششم: دربارهٔ دشمنی دو مینو
بخش هفتم: دربارهٔ زیج گیهان که چگونه اتفاق افتاد
بخش هشتم: دربارهٔ نبرد کردن آفریدگان گیتی با مقابلهٔ اهریمن
بخش نهم: دربارهٔ نحوهٔ آن آفرینش
دربارهٔ چگونگی زمین‌ها/ دربارهٔ چگونگی کوه‌ها/ دربارهٔ چگونگی دریاها/ دربارهٔ چگونگی رودها/ دربارهٔ رودهای نامور/ دربارهٔ چگونگی دریاچه‌ها/ / دربارهٔ چگونگی جانوران به پنج شکل/ دربارهٔ چگونگی مردمان/ دربارهٔ چگونگی زنان/ دربارهٔ چگونگی زایش هر سرده/ دربارهٔ چگونگی گیاهان/ دربارهٔ سروری مردمان و گوسفندان و هر چیزی/ دربارهٔ چگونگی آتش/ دربارهٔ چگونگی خواب/ دربارهٔ چگونگی بانگ‌ها/ دربارهٔ چگونگی باد، ابر، باران/ دربارهٔ چگونگی خرفستران/ دربارهٔ چگونگی گرگ سردگان/ دربارهٔ چیز چیز که به چه گونه‌ای آفریده شده‌است
بخش دهم: دربارهٔ سال دینی
بخش یازدهم: دربارهٔ بزرگ کرداری ایزدان مینوی

## کشاورزیدر بندهشن
طبقه‌بندی گیاهان بیش از ۲۰۱۰ سال پیش:
باشد که گیاه این چند گونه است: دار، درخت، میوه، دانه، گل، اسپرغم، تره، افزار، گیاه، نهال، دارو، چسب، هیزم، بوی، روغن، رنگ و جامه.
- هر چه را بار به خواربار مردمان میهمان نیست و سالوار است، مانند سرو و چنار، سپیدار و شمشاد و شیز و گز و دیگر از این‌گونه، دار خوانند.
- هر چه را به خواربار مردمان میهمان است و سالوار است، مانند خرما، کنار، انگور، به، سیب، بادرنگ، انار، شفتالو، اَمرود، انجیر، گوز و بادام و دیگر از این‌گونه، میوه خوانند.
- هر چه را بار شایسته خواربار مردمان باشد یا نباشد و سالوار باشد، درخت خوانند.
- هر چه به خوراک هر روزه شایسته‌است و چون بر بستانید، بن بخشکد، مانند گندم و جو و برنج و گرگر، مژو، بنو، ارزن و گاورس و نخود و دیگر از این‌گونه را، دانه خوانند.
- هر چه را برگ بویا و به دست ورز مردمان کشته شود و همواره هست، اسپرغم خوانند.
- هر چه را شکوفه خوشبوی است و به (دست) ورز مردمان هنگام هنگام باشد، یا بن همواره هست و به هنگام، شکوفهٔ خوشبوی (از او) بشکفد، مانند گل و نرگس و یاسمن و نسترن و آلاله، کبیکه و کیده و چمبگ، خیری، کرکم، زردک، بنفشه، کاردک و دیگر از این‌گونه، گل خوانند.
- هر چه را بار خوشبوی یا شکوفه خوشبوی است و دست ورز مردمان نیست و به هنگام باشد، نهال خوانند.
- هر چه به خواربار ستوران و گوسفندان میهمان است، گیاه خوانند.
- هر چه به پیشپارگی در شود، افزار خوانند.
- هر چه با نان و خوراک خوردن میهمان است، چون اسفناج و کرفس و گشنیز و کاگیزه، تره خوانند.
- هر چه، چون شان و نای و پنبه و دیگر از این‌گونه را، جامه خوانند.
- هر چه را مغز دارای چربی است، چون کنجد، دوشدانه و شاهدانه و زیت و دیگر از این‌گونه، روغن خوانند.
- هر چه را جامه به (آن) شاید رشتن، مانند کرکم و دارپرنیان و زردچوبه و روناس و نیل، رنگ خوانند.
- هر چه را ریشه یا پوست یا چوب بویا است، چون کندر، ورغشت، کوست، صندل، پلنگ مشک، کاکوله، کافور، بادنج بوی و دیگر از این‌گونه، بوی دار خوانند.
- هر چه را از او چسب گیاهی بیاید، ژده خوانند.
- همه چوب این گیاهان را، چون بریده شد، خشک یا تر، هیزم خوانند.

این همه گیاهان را به تنهایی تاک، دار، ون خوانند.
گیاهان همه بر دو گونه‌اند (که آن‌ها را) دو بخشی‌ها و یک بخشی‌ها خوانند.
میوه‌های مایه ور سی گونه است.
- ده گونه اش را درون و بیرون شاید خوردن، مانند انجیر و سیب و به و بادرنگ و انگور و توت بن و امرود و…
- ده (گونه) را بیرون شاید خوردن، درون نشاید خوردن، مانند خرما و شفتالو، زردآلو، سنجد، کنار، آلوچه و…
- ده (گونه) آن است که درون را شاید خوردن، بیرون را نشاید خوردن، مانند گردو، بادام و نارگیل و فندق و شاه بلوط و درخت گرگانی که پسته نیز خوانند و چیزی بیش از (این) است، اما مایه‌ور این چند است.
- آن را که از پیوند دو درخت نشانند، مانند به – خرمل و آلوچه – بادام (؟) و دیگر از این‌گونه، پیوندی خوانند.

معانی برخی لغات بیان شده در بالا:
- تَره - سبزی خام یا پخته خوردنی
- افزار- گیاهان ادویه ای
- نهال - درختان وحشی که دارای گل یا میوه باشند
- شیز – آبنوس
- گوز – جوز - گردو
- به هنگام – فصلی
- کبیکه – گونه‌ای از آلاله
- چمنگ – نوعی درخت – نوعی گل یاس معطر
- کرکم – زعفران
- زردک – گل رنگ – کاجیره – شاید گل زرد
- پیشپارگی – اشتهاآور
- کاگیزه – تره تیزک
- شان – کنف
- نای – حصیر
- دوشدانه – کرچک
- رَشتن – رنگ کردن
- پوست – پوست درخت – توز فارسی
- ورغشت – برغست - امروزه ازمک می‌گویند.
- کوست – قُسط – گیاهی از تیره زنجبیل
- پلنگ مشک – گیاهی از تیره نعنائیان
- کاکوله – هل یا رازیانه آبی
- بادنج بوی – گیاهی از تیره نعنائیان
- یک بخشی و دو بخشی – گیاه یک پایه و دوپایه
- مایه ور – اصلی